# Ilinka Mitreva
Ilinka Mitreva (in macedone Илинка Митрева; Skopje, 11 febbraio 1950 – Skopje, 1º agosto 2022) è stata una politica macedone.

## Biografia
Ilinka nacque a Skopje l'11 febbraio del 1950. Dopo essersi laureata in filologia romanza all'Università San Cirillo e Metodio di Skopje, conseguì un master a Belgrado e successivamente acquisì un dottorato sempre a Skopje.
Agli inizi degli anni 2000 fu docente di letteratura francese al dipartimento di lingue e letterature romanze. Sempre nello stesso periodo, entrò in politica nel partito Unione Socialdemocratica di Macedonia, divenendo ministra degli affari esteri del paese: la prima volta nel maggio del 2001, dimettendosi nel novembre dello stesso anno, e infine nel novembre dell'anno successivo, rimanendo in carica fino all'agosto del 2006, quando vennero indette le elezioni parlamentari.
Ilinka Mitreva morì il 1º agosto del 2022, all'età di 72 anni.